# Ataxia hubbardi
Ataxia hubbardi är en skalbaggsart som beskrevs av Fisher 1924. Ataxia hubbardi ingår i släktet Ataxia och familjen långhorningar. Inga underarter finns listade.